# Джон Уик 3
„Джон Уик 3“ (на английски: John Wick: Chapter 3 – Parabellum) е американски екшън филм от 2019 г. на режисьора Чад Стахелски. Главната роля във филма се изпълнява от Киану Рийвс.
„Джон Уик 3“ е пуснат официално в САЩ на 17 май 2019 г. Той събира 326,7 милиона щатски долара в световен мащаб, надминавайки всички приходи на втория филм само за десет дни.

## Сюжет
Във филма, който се развива един час след събитията от предишния филм, бившият убиец Джон Уик се опитва да се спаси от легионите убийци, след като за главата му е обявена награда от 14 милиона щатски долара заради последните му действия.

## Актьорски състав
- Киану Рийвс – Джон Уик, бивш наемен убиец, борещ се срещу други наемни убийци
- Иън Макшейн – Уинстън, управител на хотел Континентал в Ню Йорк
- Марк Дакаскос – Зиро, японски убиец
- Хали Бери – София, бивш убиец и приятелка на Джон Уик, управител на хотел Континентал в Казабланка

## Заснемане
Снимките започват на 5 май 2018 г., а локациите включват Ню Йорк и Монреал, а също и Мароко. Снимачният период приключва на 17 ноември 2018 г.

## Възприемане

### Приходи
До 30 юли 2019 г. „Джон Уик 3“ натрупва 171 милиона щатски долара в САЩ и Канада, и 155,7 милиона в други държави, като общата сума възлиза на 326,7 милиона.

### Мнение на критиците
Филмът притежава рейтинг на одобрение 90% на Rotten Tomatoes въз основа на 311 рецензии, със средна оценка 7,48 от 10. Критичният консенсус на уебсайта гласи: „Джон Уик 3 презарежда за още един труден кръг от брилянтната хореография, която феновете на серията търсят“.